# Ulwówek
Ulwówek (ukr. Ульвівок, Ulwiwok), 1951–1995 Wilchowe (ukr. Вільхове) – wieś na Ukrainie, w obwodzie lwowskim, w rejonie czerwonogrodzkim, nad Bugiem. W 2001 roku liczyła 554 mieszkańców.
W pobliżu znajduje się przystanek kolejowy Ulwówek, położony na linii Lwów – Sapieżanka – Kowel.

## Historia
W II Rzeczypospolitej do 1934 samodzielna gmina jednostkowa. Następnie należała do zbiorowej wiejskiej gminy Skomorochy w powiecie sokalskim w woj. lwowskim.
W związku z poprowadzeniem nowej granicy państwowej na Bugu, 4 lewobrzeżne wsie (Cieląż, Horodłowice, Pieczygóry i Ulwówek) z gminy Skomorochy pozostały po wojnie w Polsce. Pozostała, główna część gminy znalazła się w ZSRR, przez co polskie wsie przyłączono do sąsiedniej gminy Chorobrów, która po wojnie weszła w skład powiatu hrubieszowskigo w woj. lubelskim. W 1951 roku wieś wraz z niemal całym obszarem gminy Chorobrów została przyłączona do Związku Radzieckiego w ramach umowy o zamianie granic z 1951 roku.
W latach 1944–1951 była to najdalej na wschód wysunięta miejscowość Polski.
Od 1951 do 1995 roku wieś nosiła nazwę Wilchowe (ukr. Вільхове).